# Carnival (EP)
Pour les articles homonymes, voir Carnival.
Albums de Duran Duran
Rio
(1982) Seven and the Ragged Tiger
(1983)
Carnival est un EP du groupe anglais Duran Duran, sorti dans différentes versions dans divers pays en 1982.

## Historique
Ce mini-album s'inscrit dans la stratégie de Capitol Records pour faire de Duran Duran un groupe « dance » à travers les boîtes de nuit de divers pays. Il est donc décidé de sortir des versions remixées. La plupart de ces remixes sont faits à l'initiative du producteur américain David Kershenbaum.

## Liste des titres et différentes éditions

### 12": EMI (Pays-Bas)
Toutes les chansons sont écrites et composées par Duran Duran.
| No | Titre                                        | Durée |
| -- | -------------------------------------------- | ----- |
| 1. | Hungry Like the Wolf (Night Version)         | 5:12  |
| 2. | Rio (Night Version)                          | 6:36  |
| 3. | Planet Earth (Night Version)                 | 6:20  |
| 4. | Girls on Film (Night Version, alternate mix) | 5:45  |

### 12": EMI-Odeon (Espagne)
| No | Titre                                        | Durée |
| -- | -------------------------------------------- | ----- |
| 1. | Hungry Like the Wolf (Night Version)         | 5:30  |
| 2. | Rio (version album)                          | 5:39  |
| 3. | Planet Earth (Night Version)                 | 6:20  |
| 4. | Girls on Film (Night Version, alternate mix) | 5:45  |

- Titré CARNAVAL en espagnol

### 12":Harvest(Canada, États-Unis)
| No | Titre                                | Durée |
| -- | ------------------------------------ | ----- |
| 1. | Hungry Like the Wolf (Night Version) | 5:14  |
| 2. | Girls on Film (Night Version)        | 5:26  |
| 3. | Hold Back The Rain (Carnival Remix)  | 7:00  |
| 4. | My Own Way (Carnival Mix)            | 5:45  |

- Également commercialisé en cassette (Harvest / 4DP-15006)

### 12": Toshiba-EMI (Japon)
| No | Titre                                        | Durée |
| -- | -------------------------------------------- | ----- |
| 1. | Rio (Part II) (Full 7" mix)                  | 5:02  |
| 2. | Hold Back The Rain (Re-mix) (Carnival Remix) | 7:03  |
| 3. | My Own Way (Night Version)                   | 6:34  |
| 4. | Hungry Like The Wolf (Night Version)         | 5:14  |
| 5. | New Religion (Carnival Remix)                | 5:13  |

- Également commercialisé en cassette (Toshiba-EMI / ZR18-769)
- Sorti également à Taïwan (EMI / LMSP-015)

## Crédits
Duran Duran
- Simon Le Bon : chant
- Nick Rhodes : claviers
- Andy Taylor : guitare
- John Taylor : basse
- Roger Taylor : batterie

## Musicien additionnel
- Andy Hamilton : saxophone sur Rio

## Production
- Colin Thurston : producteur et ingénieur du son
- Renate : technicien
- Malcolm Garrett, Assorted iMaGes : design